# Ibrahim Suleimanov
Ibrahim Suleimanov (en ruso: Ибрагим Сулейманов; en kazajo: Ыбырайым Сүлейменов; 1911 o 1908 - 16 de octubre de 1943) fue un francotirador soviético de etnia kazaja que combatió en las filas del Ejército Rojo durante la Segunda Guerra Mundial donde mató a unos 289 soldados enemigos. Fue nominado para el título de Héroe de la Unión Soviética el 9 de julio de 1943, pero finalmente solo recibió la Orden de Lenin. En 2022 recibió póstumamente el título de Héroe de Kazajistán, el más alto honor estatal que actualmente concede la República de Kazajistán.

## Biografía

### Infancia y juventud
Suleimanov nació en 1908 (según otras fuentes en 1911) en Sarysu, una pequeña localidad rural situada en la Provincia de Zhambyl en el Turquestán ruso —entonces parte del Imperio ruso, actualmente situada en Kazajistán—. Trabajó como conductor de tractores antes de la guerra y cazaba con un viejo rifle Bergen en su tiempo libre. Después de ser reclutado por el Ejército Rojo el 22 de diciembre de 1941, fue enviado a un entrenamiento de puntería, donde se destacó.

### Segunda Guerra Mundial
Suleimanov sirvió en la 100.º Brigada Independiente de Fusileros kazajos como un simple soldado raso y recibió su bautismo de fuego en la ciudad de Rzhev. En otoño de 1942 se convirtió en francotirador después de un incidente en el que disparó a un francotirador enemigo que había disparado contra el comandante de su batallón. Varios días después, su comisario político, Rayymzhan Ashkeev, le dio un rifle de francotirador especial con el número 47 y le dijo que, dado que el rifle tenía el número 47, debería matar a 47 soldados enemigos con él, a lo que Suleimanov respondió que 47 no era suficiente. Rápidamente aumentó su recuento de enemigos abatidos, llegando a 39 muertes durante la batalla por Rzhev, y pronto superó el total de 47 muertes que le asignó su comisario, totalizando 160 muertes en enero de 1943.
En julio de 1943 fue nominado para el título de Héroe de la Unión Soviética por matar a 239 soldados y oficiales nazis. Ganó fama y fue celebrado en los periódicos soviéticos, y el poeta kazajo, Jambyl Jabayev, escribió un poema dedicado a él. Durante una concentración de francotiradores ese mismo año, pronunció un breve discurso en el que pedía a otros francotiradores que se unieran a él para matar a más soldados nazis.
En dicho mitin del ejército celebrado cerca de Velíkiye Luki, Suleimenov pronunció el siguiente discurso:     

¿Por qué me convertí en un francotirador? Empecé la guerra cerca de Moscú. Vi disparar a los agricultores colectivos, agricultores colectivos y sus hijos. Entré a las casas y la gente me contó cómo los nazis se burlaban de ellos. Vi dolor, sufrimiento en cada casa... Incluso ahora no puedo sentirme tranquilo... Se me hizo difícil verlo. En aquellos días juré ser un francotirador. ¿Por qué defendí Moscú? Soy kazajo, mi Kazajistán está lejos de Moscú. Pero Moscú es la capital de toda nuestra Unión. Ella es mi capital. Por eso defendí Moscú. Pero eso no es todo. Pensé: si los fascistas no son detenidos y destruidos, pueden llegar a mi Kazajistán natal. No descansaré hasta que ningún nazi pisotee nuestra tierra. Destruí 239 fascistas. Te invoco para que lleves la muerte a los invasores.

El 16 de octubre de 1943 murió en combate luchando en la misma batalla que Manshuk Mametova. Su recuento final de enemigos eliminados se estima en alrededor de 290. Después de su muerte en batalla, se nombró una calle en Nevelsk en su honor, y el 4 de junio de 1944 recibió la Orden de Lenin, pero no fue hasta 2022 cuando fue galardonado con el título de Héroe de Kazajistán.

## Condecoraciones
|  | Héroe de Kazajistán (6 de mayo de 2022, póstumamente)     |
|  | Orden de Otan (6 de mayo de 2022, a título póstumo);      |
|  | Orden de Lenin (4 de junio de 1944, póstumamente);        |
|  | Orden de la Estrella Roja (27 de febrero de 1943);        |
|  | Medalla por el Servicio de Combate (27 de enero de 1943). |